# Prix Laurent-Bonelli Virgin-Lire
Le Prix Laurent-Bonelli Virgin-Lire est un prix littéraire créé en 2007. Il s'est ensuite intitulé le Prix Lire & Virgin Megastore puis le Prix Virgin Megastore en 2012.
Il perpétue la mémoire de Laurent Bonelli qui a dirigé la librairie du Virgin Megastore des Champs-Élysées de 2000 à 2006. Il a été emporté par un cancer le 19 décembre 2006 à 39 ans.
Les libraires Virgin Megastore sont associés à ce prix en qualité de jurés : l’occasion pour eux d’exprimer leurs talents de découvreurs et aussi leur savoir-faire au quotidien dans la promotion du livre.
Ce prix récompense un auteur français ou francophone, choisi parmi les écrivains retenus dans la sélection de la rentrée littéraire par Virgin Megastore et Lire. Il est attribué à un roman caractérisé par les « qualités » suivantes : l’éclectisme, la surprise, la découverte, le coup de cœur.
Le prix s'interrompt en 2013, avec la fermeture de Virgin Megastore France.

## Liste des lauréats
- 2012 : Robert Goolrick pour Arrive un vagabond (Anne Carrière)[2]
- 2011 : John Burnside pour Scintillation  (Métailié)[1]
- 2010 : Vincent Borel pour Antoine et Isabelle (Sabine Wespieser)
- 2009 : Vincent Message pour Les Veilleurs (Seuil)
- 2008 : Jean-Baptiste Del Amo pour Une éducation libertine (Gallimard)
- 2007 : Clara Dupont-Monod pour La passion selon Juette (Grasset)